# Cornus × slavinii
Cornus slavinii là một loài thực vật có hoa trong họ Cornaceae. Loài này được Rehder miêu tả khoa học đầu tiên năm 1910.